# Fredrik von Rosen (1849–1917)
Fredrik Thomas Carl von Rosen, född 3 november 1849 i Klara församling, Stockholm, död 28 januari 1917 i Stockholm (folkbokförd i Vadsbro församling, Södermanlands län), var en svensk greve och riksdagsman, son till Fredrik von Rosen (1818–1892).

## Biografi
von Rosen tog hovrättsexamen i Uppsala 1875 och var kansliråd i Utrikesdepartementet 1887–1894. Han blev överceremonimästare vid kungliga hovstaterna 1902 och överstekammarjunkare 1907. Som riksdagsman var han ledamot av första kammaren 1902–1911. Fredrik von Rosen ägde bland annat godsen Hedenlunda i Vadsbro socken samt Blackstaby i Blacksta socken. Han deltog i lokala angelägenheter, bland annat som vice ordförande i Vadsbro kommunalnämnd från 1897.

## Utmärkelser

### Svenska utmärkelser
- Konung Oscar II:s och Drottning Sofias guldbröllopsminnestecken, 1907.[5]
- Konung Oscar II:s jubileumsminnestecken, 1897.[5]
- Kronprins Gustafs och Kronprinsessan Victorias silverbröllopsmedalj, 1906.[5]
- Kommendör av första klassen av Nordstjärneorden, 21 januari 1904.[6]

### Utländska utmärkelser
- Storkorset av Badiska Zähringer Löwenorden, 1909.[7][8]
- Kommendör av andra klassen av Badiska Zähringer Löwenorden, senast 1905.[9][10]
- Riddare av storkorset av Italienska kronorden, tidigast 1910 och senast 1915.[5][8]
- Riddare av första klassen av Preussiska Kronorden, 1908.[7][10]
- Storofficer av Franska Hederslegionen, 1908.[7][10]
- Kommendör av första klassen av Sachsiska Albrektsorden, senast 1905.[9]
- Kommendör av första klassen av Spanska Isabella den katolskas orden, senast 1905.[9]
- Kommendör av andra klassen av Badiska Berthold I av Zähringens orden, senast 1905.[9]
- Kommendör av Italienska Sankt Mauritius- och Lazarusorden, senast 1905.[9]
- Officer av Luxemburgska Ekkronans orden, senast 1905.[9]
- Riddare av Danska Dannebrogorden, senast 1905.[9]
- Riddare av Portugisiska Obefläckade avlelsens orden, senast 1905.[9]
- Riddare av Spanska Karl III:s orden, senast 1905.[9]
- Riddare av tredje klassen av Waldeckska Förtjänstorden, senast 1905.[9]